# ستيف ديفيس (لاعب كرة قدم أمريكية أمريكي)
ستيف ديفيس (بالإنجليزية: Steve Davis)‏ هو لاعب كرة قدم أمريكية أمريكي، ولد في 10 نوفمبر 1948 في كسينغتون في الولايات المتحدة.

## وصلات خارجية
- ستيف ديفيس على موقع مرجع كرة القدم المحترفة.كوم (الإنجليزية)